# Tannsjö
Tannsjö är en sjö i Markaryds kommun i Småland och ingår i Lagans huvudavrinningsområde. Sjön har en area på 0,371 kvadratkilometer och ligger 137 meter över havet. Sjön avvattnas av vattendraget Lillån. Vid provfiske har abborre, gädda och mört fångats i sjön.

## Delavrinningsområde
Tannsjö ingår i det delavrinningsområde (627162-136476) som SMHI kallar för Utloppet av Tannsjö. Medelhöjden är 162 meter över havet och ytan är 19,97 kvadratkilometer. Det finns inga avrinningsområden uppströms utan avrinningsområdet är högsta punkten. Lillån som avvattnar avrinningsområdet har biflödesordning 2, vilket innebär att vattnet flödar genom totalt 2 vattendrag innan det når havet efter 59 kilometer. Avrinningsområdet består mestadels av skog (58 %) och sankmarker (26 %). Avrinningsområdet har 0,37 kvadratkilometer vattenytor vilket ger det en sjöprocent på 1,8 %.